# Odontotrypes semirugosus
Odontotrypes semirugosus is een keversoort uit de familie mesttorren (Geotrupidae). De wetenschappelijke naam van de soort werd in 1887 gepubliceerd door Léon Marc Herminie Fairmaire.